# سرگیوس سمرقندی
سرگیوس سمرقندی یا مارس سرگیوس (انگلیسی: Sergius of Samarkand; نامشخص – نامشخص) یک زاهد و مبلغ کلیسای نسطوری یا کلیسای مشرق بود که مسیحیان نسطوری او را قدیس اصلی می‌دانستند. نام او با مکان‌های متعددی در آسیای مرکزی مرتبط است. از زندگی او اطلاعات زیادی در دست نیست جز اینکه او به رشته کوه آلتای عقب‌نشینی کرده بود و بر اساس کتاب برج ماری بن سلیمان و نامه ای که در حدود سال ۱۰۰۹ توسط عبدیشو، متروپولیتن مرو، به پدرسالار نسطوری، جان در بغداد نوشته شده بود. سرگیوس سمرقندی (مار سرگیوس) مسئول تبدیل کرائیت‌ها به مسیحیت بوده‌است.

## افسانه تبدیل
تبدیل کرائیت‌ها به مسیحیت کلیسای مشرق در حدود سال ۱۰۰۷ پس از میلاد در کتاب قرن دوازدهم برج توسط ماری بن سلیمان و در قرن سیزدهم تواریخ کلیسایی توسط ابن عبری ثبت شده‌است.